# Pyracantha coccinea
Espèce
Pyracantha coccinea, le buisson ardent, est une espèce d'arbuste de la famille des Rosacées, sous-famille des Maloideae. Originaire d'Europe du sud-est, du Caucase et d'Asie mineure, il a été introduit dans de nombreuses autres régions pour son caractère ornemental. Il est aujourd'hui totalement naturalisé dans le Sud de la France. Espèce cultivée dans les jardins depuis la fin du XVIe siècle. Plante introduite en Amérique du Nord à la même période, pour agrémenter les jardins. 

## Description
Arbrisseau touffu à rameaux très épineux.
Feuilles en ellipses, crénelées, glabres et luisantes en dessus, pubescentes en dessous, persistantes.
Fleurs blanches, en corymbes avec calice pubescent et 5 styles. Petits fruits rouges écarlates, à 5 noyaux. 

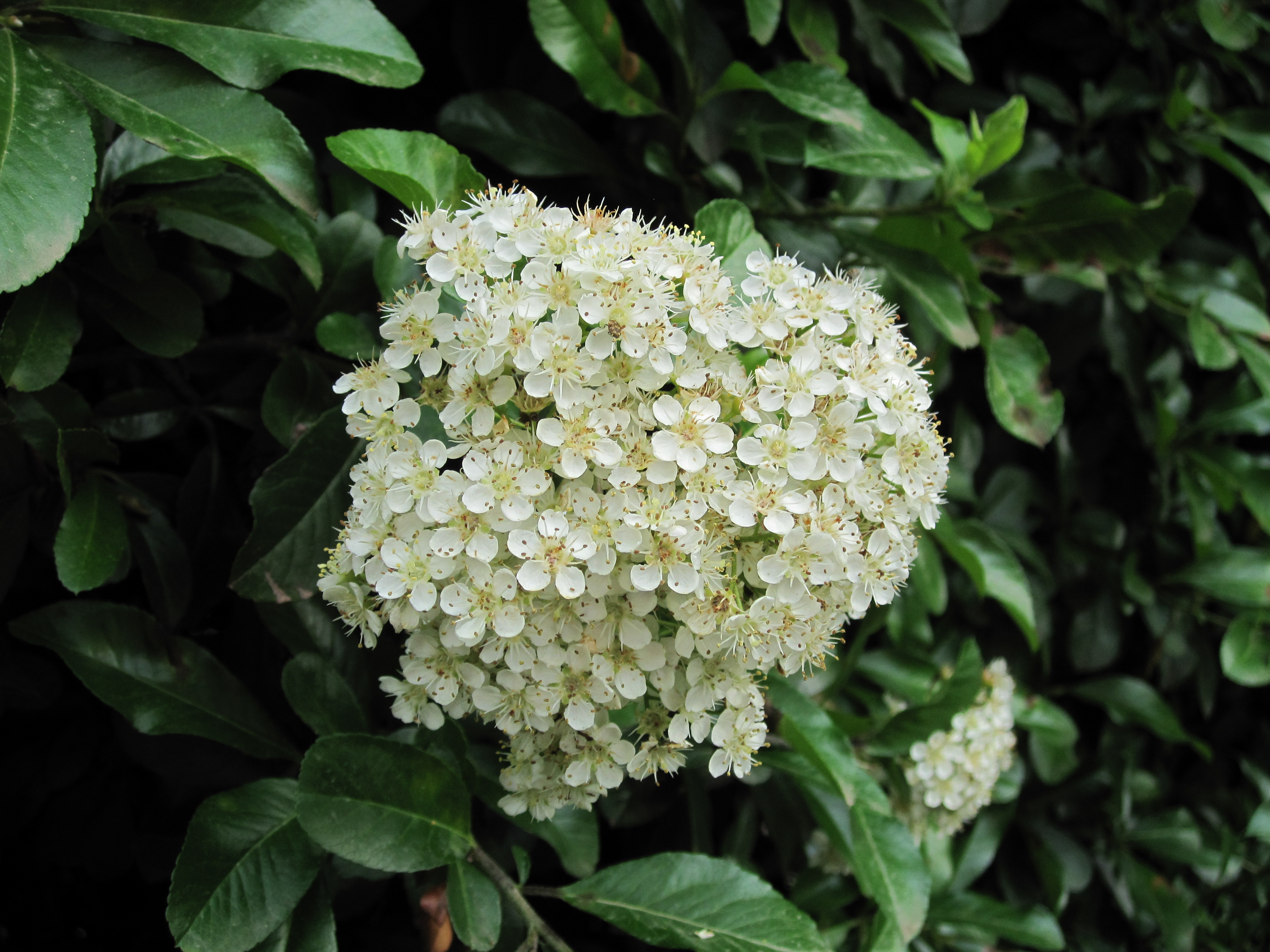
Les fleurs de Pyracantha coccinea

## Liste des variétés
Selon The Plant List (15 août 2014) :
- Pyracantha coccinea var. lalandei hort. ex Dippel aux fruits jaunes et plus nombreux que le type. Variété obtenue en Anjou, France.

## Utilisations
Les fruits sont techniquement comestibles crus bien que très amers et astringents. À consommer cuits de préférence, en compote, gelée, confiture, sauces. Les graines peuvent remplacer le café.